# Graft (dorp)
Graft is een dorp en voormalige gemeente in de gemeente Alkmaar in de Nederlandse provincie Noord-Holland. Het aantal inwoners is circa 885. Het dorp heeft enkele oude boerderijtjes.

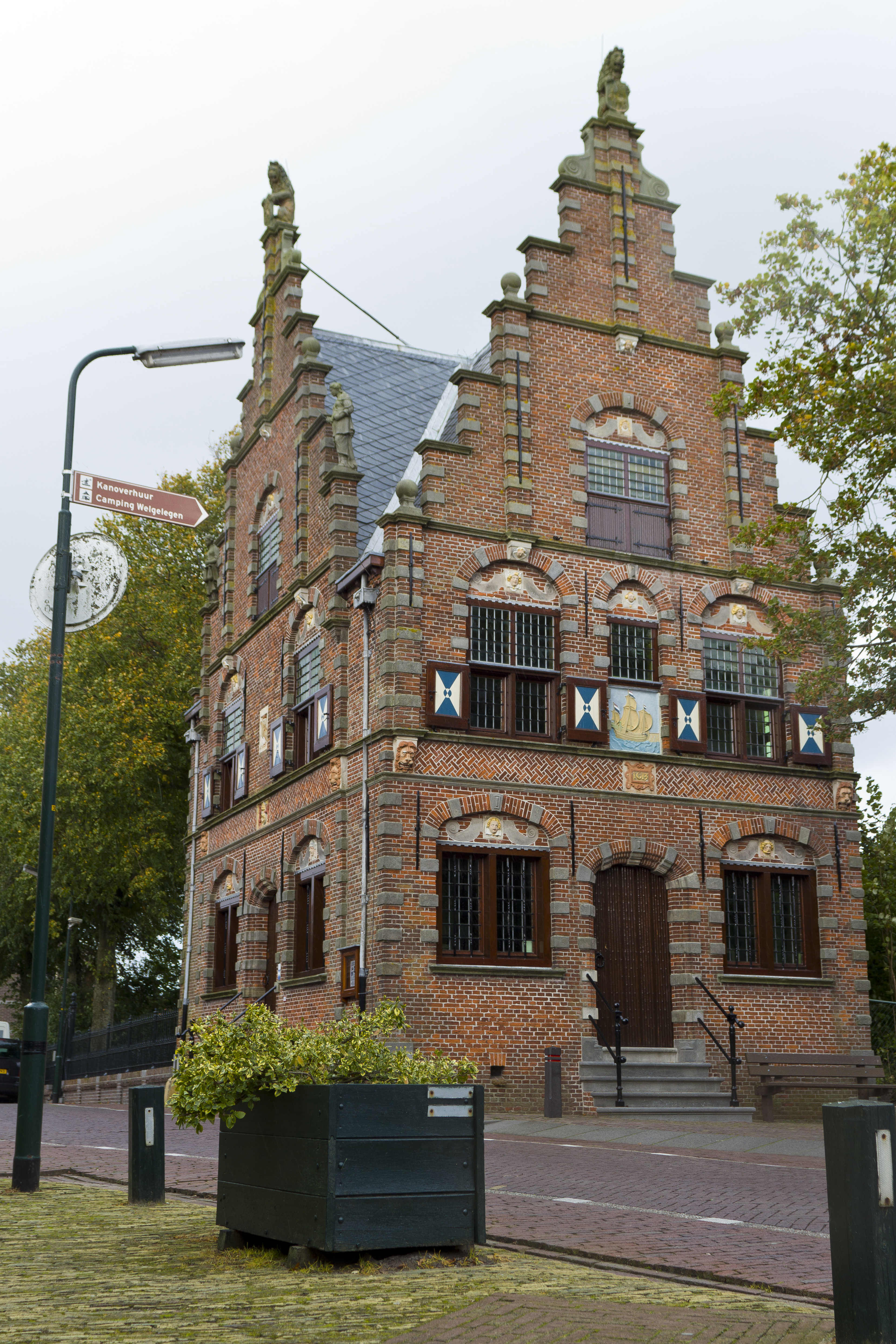
Het raadhuis van Graft uit 1613.

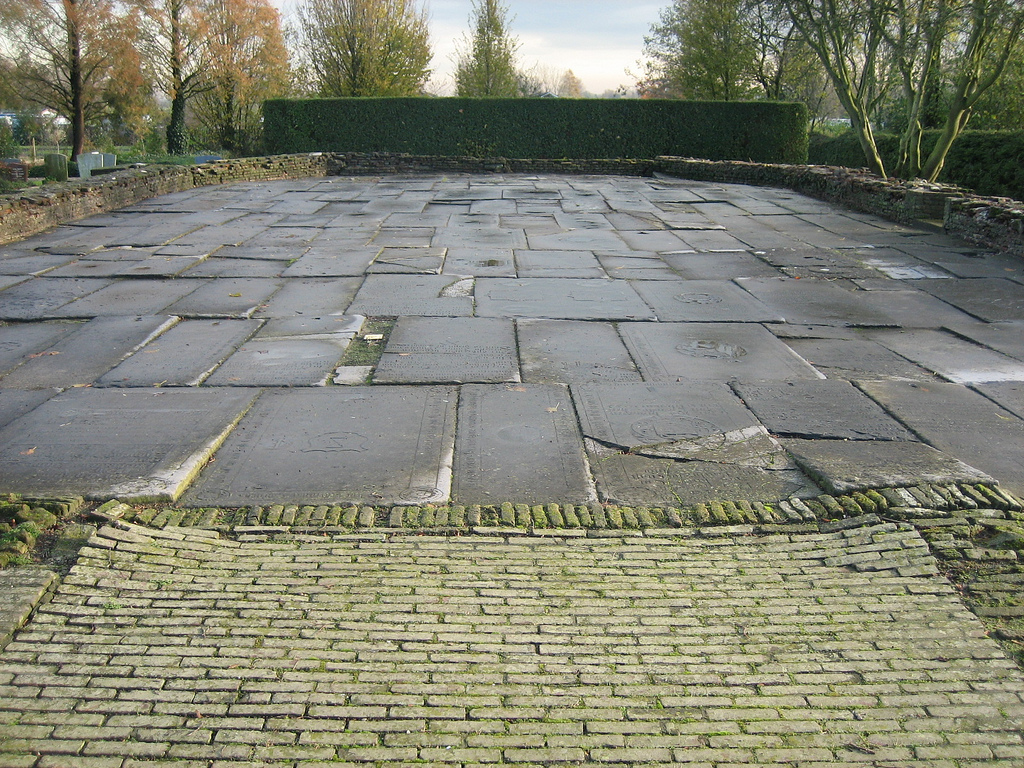
De gerestaureerde zerkenvloer van de in 1951 gesloopte kerk.

Het raadhuis in renaissancestijl uit 1613 heeft drie trapgevels. Naast het raadhuis vindt men nog grafzerken, een restant van de 17e-eeuwse kerk die hier heeft gestaan. De graven dateren van de 16de tot de 18e eeuw. Deze kerk is in 1951 gesloopt wegens geldgebrek voor de restauratie. Delen van het interieur bevinden zich momenteel in de Oude kerk van Maasland.
De historicus Arie van Deursen schreef het boek Een dorp in de polder (1994) over Graft in de 17e eeuw.

## Geschiedenis
Van 1812 tot augustus 1970 was Graft een zelfstandige gemeente. Daarna fuseerde Graft met het naastgelegen De Rijp tot de gemeente Graft-De Rijp, die op 1 januari 2015 deels is opgegaan in de gemeente Alkmaar.

## Geboren
- Nicole Stoop (2001), voetbalster